# Campeonato mundial
Un campeonato mundial o campeonato del mundo es la principal competición en un deporte. El título se concede por competición, ranking, capacidad, etc. lo que determina la mejor nación, equipo, individuo (u otra entidad) en el mundo en un campo concreto. Algunos deportes no tienen un campeonato mundial, pero organizan una copa del mundo o incluso ambos. A menudo, el empleo del término copa o campeonato es solamente una elección de palabras. Algunos deportes tienen múltiples campeones, debido a que existen múltiples organizaciones, como en el boxeo profesional y la lucha. 

## Deportista con más títulos por deporte
| Categoría               | Deporte                   | Deportista                                                    | Nacimiento          |    |    |    | Total |
| ----------------------- | ------------------------- | ------------------------------------------------------------- | ------------------- | -- | -- | -- | ----- |
| Ciclismo de Velocidad   | Ciclismo (Ruta)           | Tony Martin                                                   | 1985                | 4  | 1  | 2  | 7     |
| Ciclismo de Velocidad   | Ciclismo (Pista)          | Arnaud Tournant                                               | 1978                | 14 | 3  | 2  | 19    |
| Ciclismo de Velocidad   | Ciclismo BMX              | Randy Stumpfhauser                                            | 1977                | 4  | 5  | 3  | 12    |
| Ciclismo de Velocidad   | Ciclismo de montaña (XC)  | Nino Schurter                                                 | 1986                | 6  | 2  | 0  | 8     |
| Ciclismo de Velocidad   | Ciclismo de montaña (DH)  | Nicolas Vouilloz                                              | 1976                | 10 | 0  | 0  | 10    |
| Deportes de Combate     | Boxeo                     | Félix Savón                                                   | 1967                | 6  | 1  | 0  | 7     |
| Deportes de Combate     | Jiu-Jitsu                 | Marcus Almeida                                                | 1990                | 11 | 2  | 1  | 15    |
| Deportes de Combate     | Judo                      | Teddy Riner                                                   | 1989                | 10 | 1  | 1  | 12    |
| Deportes de Combate     | Karate                    | Luca Valdesi                                                  | 1976                | 6  | 2  | 4  | 12    |
| Deportes de Combate     | Sambo                     | Fedor Emelianenko                                             | 1976                | 4  | 0  | 1  | 5     |
| Deportes de Combate     | Taekwondo                 | Steven López                                                  | 1978                | 5  | 0  | 0  | 5     |
| Deportes de Combate     | Lucha (Libre)             | Valentin Yordanov                                             | 1960                | 7  | 2  | 1  | 10    |
| Deportes de Combate     | Lucha (Grecorromana)      | / Aleksandr Karelin                                           | 1967                | 9  | 0  |    | 9     |
| Deporte de Precisión    | Tiro con Arco (Recurvo)   | Michele Frangilli                                             | 1976                | 9  | 5  | 7  | 21    |
| Deporte de Precisión    | Tiro con Arco (Compuesto) | Braden Gellenthien                                            | 1986                | 7  | 1  | 1  | 9     |
| Deporte de Precisión    | Dardos                    | Phil Taylor                                                   | 1960                | 16 | 4  |    | 20    |
| Deporte de Precisión    | Petanca                   | Philippe Quintais                                             | 1967                | 12 | 0  | 0  | 12    |
| Deporte de Precisión    | Tiro Deportivo            | Konrad Stäheli                                                | 1866–1931           | 41 | 17 | 11 | 69    |
| Cue sports              | Snooker                   | Joe Davis                                                     | 1901–1978           | 15 | 0  |    | 15    |
| Cue sports              | Billiards                 | Mike Russell                                                  | 1969                | 11 | 8  |    | 19    |
| Racquet sports          | Badminton                 | Park Joo-bong                                                 | 1964                | 5  | 0  | 2  | 7     |
| Racquet sports          | Table tennis              | Viktor Barna                                                  | 1911–1972           | 22 | 7  | 12 | 41    |
| Racquet sports          | Tennis                    | John McEnroe                                                  | 1959                | 10 | 1  | 0  | 11    |
| Racquet sports          | Tennis (team)             | Roy Emerson                                                   | 1936                | 8  | 1  | 0  | 9     |
| Roller sports           | Inline speed skating      | Chad Hedrick                                                  | 1977                | 50 | 14 | 4  | 68    |
| Roller sports           | Roller artistic skating   | Roberto Riva                                                  | 1986                | 10 | 1  | 0  | 11    |
| Water sports            | Swimming                  | Michael Phelps                                                | 1985                | 26 | 6  | 1  | 33    |
| Water sports            | Diving                    | Dmitri Sautin                                                 | 1974                | 5  | 1  | 3  | 9     |
| Water sports            | Canoe sprint              | Ivan Patzaichin                                               | 1974                | 9  | 4  | 9  | 22    |
| Water sports            | Rowing                    | Daniele Gilardoni                                             | 1976                | 11 | 1  | 1  | 13    |
| Water sports            | Sailing                   | Vasco Vascotto                                                | 1969                | 25 | ?  | ?  | ?     |
| Water sports            | Surfing                   | John John Florence                                            | 1976                | 25 | ?  | ?  | ?     |
| Winter sports           | Alpine skiing             | Kjetil André Aamodt                                           | 1971                | 5  | 4  | 3  | 12    |
| Winter sports           | Biathlon                  | Ole Einar Bjørndalen                                          | 1974                | 19 | 12 | 9  | 40    |
| Winter sports           | Bobsleigh                 | Eugenio Monti                                                 | 1928–2003           | 9  | 1  | 0  | 10    |
| Winter sports           | Skeleton                  | Gregor Stähli                                                 | 1968                | 4  | 3  | 3  | 10    |
| Winter sports           | Luge                      | Armin Zöggeler                                                | 1974                | 6  | 5  | 5  | 16    |
| Winter sports           | Cross-country skiing      | Bjørn Dæhlie                                                  | 1967                | 10 | 5  | 4  | 19    |
| Winter sports           | Ski jumping               | Janne Ahonen                                                  | 1977                | 5  | 3  | 2  | 10    |
| Winter sports           | Nordic combined           | Bjarte Engen Vik                                              | 1971                | 5  | 3  | 0  | 8     |
| Winter sports           | Freestyle skiing          | Edgar Grospiron                                               | 1969                | 3  | 0  | 0  | 3     |
| Winter sports           | Snowboarding              | Jasey Jay Anderson                                            | 1968                | 4  | 0  | 0  | 4     |
| Winter sports           | Figure skating            | Ulrich Salchow                                                | 1877–1949           | 11 | 3  | 0  | 14    |
| Winter sports           | Speed skating             | Sven Kramer                                                   | 1986                | 28 | 2  | 3  | 33    |
| Winter sports           | Short track speed skating | Ahn Hyun-Soo                                                  | 1985                | 20 | 11 | 4  | 35    |
| Olympic sports (summer) | Athletics                 | Usain Bolt                                                    | 1986                | 11 | 2  | 1  | 14    |
| Olympic sports (summer) | Artistic Gymnastics       | Vitaly Scherbo                                                | 1972                | 12 | 7  | 4  | 23    |
| Olympic sports (summer) | Fencing                   | Stanislav Pozdnyakov                                          | 1973                | 10 | 5  | 2  | 17    |
| Olympic sports (summer) | Triathlon                 | Simon Lessing                                                 | 1971                | 4  | 2  | 1  | 7     |
| Olympic sports (summer) | Weightlifting             | Vasily Alekseyev                                              | 1967                | 8  | 0  | 0  | 8     |
| Paralympic sports       | Athletics                 | Marcel Hug                                                    | 1986                | 7  | 8  | 0  | 15    |
| Deportes de equipo      | Bandy                     | Sergey Lomanov Jr                                             | 1980                | 9  | 5  | 1  | 15    |
| Deportes de equipo      | Beisbol                   |                                                               |                     |    |    |    |       |
| Deportes de equipo      | Basquetbol                | Krešimir Ćosić                                                | 1948–1995           | 2  | 2  | 0  | 4     |
| Deportes de equipo      | Beach volleyball          | Emanuel Rego                                                  | 1973                | 2  | 1  | 0  | 3     |
| Deportes de equipo      | Curling                   | Randy Ferbey                                                  | 1959                | 4  | 1  | 0  | 5     |
| Deportes de equipo      | Field hockey              | Akhtar Rasool                                                 | 1954                | 3  | 1  | 0  | 4     |
| Deportes de equipo      | Fútbol                    | Pelé                                                          | 1940                | 3  | 0  | 0  | 3     |
| Deportes de equipo      | Fútbol (clubes)           | Víctor Valdés                                                 | 1982                | 2  | 1  | 0  | 3     |
| Deportes de equipo      | Fútbol (clubes)           | Xavi                                                          | 1980                | 2  | 1  | 0  | 3     |
| Deportes de equipo      | Futsal                    | Jhon Pinilla                                                  | 1980                | 3  | 1  | 1  | 5     |
| Deportes de equipo      | Handball                  | Thierry Omeyer                                                | 1976                | 5  | 0  | 2  | 7     |
| Deportes de equipo      | Ice Hockey                |                                                               |                     |    |    |    |       |
| Deportes de equipo      | Volleyball                | Marco Bracci Andrea Gardini Andrea Giani Ferdinando De Giorgi | 1966 1965 1970 1961 | 3  | 0  | 0  | 3     |
| Deportes de equipo      | Waterpolo                 | Salvador Gómez Jesús Rollán                                   | 1968 1968–2006      | 2  | 2  | 0  | 4     |

| Categoría               | Deporte                   | Deportista             | Nacimiento |    |    |   | Tot. | Ref. |
| ----------------------- | ------------------------- | ---------------------- | ---------- | -- | -- | - | ---- | ---- |
| Bicycle racing          | Cycling (road)            | Jeannie Longo          | 1958       | 9  | 3  | 2 | 14   |      |
| Bicycle racing          | Cycling (track)           |                        |            |    |    |   |      |      |
| Bicycle racing          | BMX racing                | Gabriela Diaz          | 1981       | 4  | 2  | 1 | 7    |      |
| Bicycle racing          | Mountain bike racing (XC) | Gunn-Rita Dahle Flesjå | 1980       | 4  | 2  | 0 | 6    |      |
| Bicycle racing          | Mountain bike racing (DH) | Anne-Caroline Chausson | 1977       | 9  | 0  | 0 | 9    |      |
| Combat sports           | Boxing                    | Mary Kom               | 1982       | 5  | 1  | 0 | 6    |      |
| Combat sports           | Jiu-Jitsu                 |                        |            |    |    |   |      |      |
| Combat sports           | Judo                      | Ryoko Tani             | 1975       | 7  | 0  | 1 | 8    |      |
| Combat sports           | Karate                    |                        |            |    |    |   |      |      |
| Combat sports           | Sambo                     |                        |            |    |    |   |      |      |
| Combat sports           | Taekwondo                 | Brigitte Yagüe         | 1981       | 3  | 2  | 1 | 5    |      |
| Combat sports           | Wrestling                 | Saori Yoshida          | 1982       | 13 | 0  | 0 | 13   |      |
| Target sports           | Archery                   |                        |            |    |    |   |      |      |
| Target sports           | Darts                     |                        |            |    |    |   |      |      |
| Target sports           | Pétanque                  |                        |            |    |    |   |      |      |
| Target sports           | Shooting                  |                        |            |    |    |   |      |      |
| Cue sports              | Snooker                   |                        |            |    |    |   |      |      |
| Cue sports              | Billiards                 |                        |            |    |    |   |      |      |
| Racquet sports          | Badminton                 |                        |            |    |    |   |      |      |
| Racquet sports          | Table tennis              | Mária Mednyánszky      | 1901       | 18 | 6  | 4 | 28   |      |
| Racquet sports          | Tennis                    | Martina Navratilova    | 1956       | 19 | 6  | 0 | 25   |      |
| Racquet sports          | Tennis (team)             | Chris Evert            | 1954       | 7  | 1  | 0 | 8    |      |
| Roller sports           | Inline speed skating      |                        |            |    |    |   |      |      |
| Roller sports           | Roller artistic skating   |                        |            |    |    |   |      |      |
| Water sports            | Swimming                  | Missy Franklin         | 1995       | 11 | 2  | 3 | 16   |      |
| Water sports            | Diving                    | Guo Jingjing           | 1981       | 11 | 1  | 0 | 12   |      |
| Water sports            | Canoe sprint              |                        |            |    |    |   |      |      |
| Water sports            | Rowing                    |                        |            |    |    |   |      |      |
| Water sports            | Sailing                   | Alexandra Rickham      | 1981       | 5  | 3  | 1 | 9    |      |
| Winter sports           | Alpine skiing             | Christl Cranz          | 1914–2004  | 12 | 3  | 0 | 15   |      |
| Winter sports           | Biathlon                  |                        |            |    |    |   |      |      |
| Winter sports           | Bobsleigh                 |                        |            |    |    |   |      |      |
| Winter sports           | Skeleton                  |                        |            |    |    |   |      |      |
| Winter sports           | Luge                      |                        |            |    |    |   |      |      |
| Winter sports           | Cross-country skiing      |                        |            |    |    |   |      |      |
| Winter sports           | Ski jumping               |                        |            |    |    |   |      |      |
| Winter sports           | Nordic combined           |                        |            |    |    |   |      |      |
| Winter sports           | Freestyle skiing          |                        |            |    |    |   |      |      |
| Winter sports           | Snowboarding              |                        |            |    |    |   |      |      |
| Winter sports           | Figure skating            | Sonja Henie            | 1912–1969  | 10 | 1  | 0 | 11   |      |
| Winter sports           | Speed skating             | Ireen Wüst             | 1986       | 18 | 17 | 3 | 38   |      |
| Winter sports           | Short track speed skating |                        |            |    |    |   |      |      |
| Orienteering            | Orienteering              | Simone Niggli-Luder    | 1978       | 23 | 2  | 6 | 31   |      |
| Olympic sports (summer) | Athletics                 | Allyson Felix          | 1985       | 9  | 3  | 1 | 13   |      |
| Olympic sports (summer) | Artistic Gymnastics       |                        |            |    |    |   |      |      |
| Olympic sports (summer) | Fencing                   | Valentina Vezzali      | 1974       | 16 | 6  | 4 | 26   |      |
| Olympic sports (summer) | Triathlon                 | Emma Snowsill          | 1981       | 3  | 1  | 0 | 4    |      |
| Olympic sports (summer) | Weightlifting             |                        |            |    |    |   |      |      |
| Paralympic sports       | Athletics                 | Tatyana McFadden       | 1989       | 12 | 1  | 1 | 12   |      |
| Team sports             | Bandy                     |                        |            |    |    |   |      |      |
| Team sports             | Baseball                  |                        |            |    |    |   |      |      |
| Team sports             | Basketball                |                        |            |    |    |   |      |      |
| Team sports             | Vóleibol de playa         | Misty May-Treanor      | 1977       | 3  | 1  | 0 | 4    |      |
| Team sports             | Vóleibol de playa         | Kerri Walsh Jennings   | 1978       | 3  | 1  | 0 | 4    |      |
| Team sports             | Curling                   | Elisabet Gustafson     | 1964       | 4  | 0  | 2 | 6    |      |
| Team sports             | Hockey sobre césped       |                        |            |    |    |   |      |      |
| Team sports             | Fútbol                    | Christie Rampone       | 1975       | 2  | 1  | 2 | 5    |      |
| Team sports             | Fútbol                    | Kristine Lilly         | 1971       | 2  | 0  | 3 | 5    |      |
| Team sports             | Fútbol                    | Brandi Chastain        | 1968       | 2  | 0  | 2 | 4    |      |
| Team sports             | Fútbol                    | Joy Fawcett            | 1968       | 2  | 0  | 2 | 4    |      |
| Team sports             | Fútbol                    | Julie Foudy            | 1971       | 2  | 0  | 2 | 4    |      |
| Team sports             | Fútbol                    | Mia Hamm               | 1972       | 2  | 0  | 2 | 4    |      |
| Team sports             | Fútbol                    | Michelle Akers         | 1966       | 2  | 0  | 1 | 3    |      |
| Team sports             | Fútbol                    | Birgit Prinz           | 1977       | 2  | 0  | 0 | 2    |      |
| Team sports             | Fútbol                    | Kerstin Stegemann      | 1977       | 2  | 0  | 0 | 2    |      |
| Team sports             | Fútbol                    | Martina Müller         | 1980       | 2  | 0  | 0 | 2    |      |
| Team sports             | Fútbol                    | Renate Lingor          | 1975       | 2  | 0  | 0 | 2    |      |
| Team sports             | Fútbol (clubes)           |                        |            |    |    |   |      |      |
| Team sports             | Balonmano                 |                        |            |    |    |   |      |      |
| Team sports             | Hockey sobre hielo        |                        |            |    |    |   |      |      |
| Team sports             | Vóleibol                  |                        |            |    |    |   |      |      |
| Team sports             | Waterpolo                 |                        |            |    |    |   |      |      |

| Categoría      | Deporte                       | Deportista                 | Nacimiento |    |    |   | Tot. | Ref. |
| -------------- | ----------------------------- | -------------------------- | ---------- | -- | -- | - | ---- | ---- |
| Motor sports   | Formula One                   | Michael Schumacher         | 1969       | 7  | 2  | 3 | 12   |      |
| Motor sports   | Rallying                      | Sébastien Loeb             | 1974       | 9  | 1  | 0 | 10   |      |
| Motor sports   | Grand Prix Motorcycle racing  | Giacomo Agostini           | 1942       | 15 | 5  | 1 | 21   |      |
| Motor sports   | Speedway                      | Hans Nielsen               | 1959       | 22 | 11 | 8 | 41   |      |
| Motor sports   | Motocross                     | Stefan Everts              | 1972       | 10 | 4  | 1 | 13   |      |
| Motor sports   | Sportscar                     | Derek Bell                 | 1941       | 2  | 1  | 1 | 4    |      |
| Motor sports   | Sportscar                     | Jacky Ickx                 | 1945       | 2  | 1  | 1 | 4    |      |
| Motor sports   | Sportscar                     | Jean-Louis Schlesser       | 1948       | 2  | 1  | 0 | 3    |      |
| Motor sports   | Endurance                     | Timo Bernhard              | 1981       | 2  | 0  | 0 | 2    |      |
| Motor sports   | Endurance                     | Brendon Hartley            | 1989       | 2  | 0  | 0 | 2    |      |
| Motor sports   | Touring car racing            | Yvan Muller                | 1969       | 4  | 5  | 1 | 10   |      |
| Motor sports   | Sidecar racing                | Steve Webster              | 1960       | 10 | 4  | 3 | 17   |      |
| Motor sports   | (Production) Superbike racing | Carl Fogarty               | 1965       | 4  | 2  | 0 | 6    |      |
| Motor sports   | Motorboat racing              | Guido Cappellini           | 1959       | 10 | 2  | 2 | 14   |      |
| Motor sports   | Motorboat racing (offshore)   | Steve Curtis               | 1964       | 8  | 5  | 4 | 17   |      |
| Motor sports   | Air racing                    | Paul Bonhomme              | 1964       | 3  | 2  | 1 | 6    |      |
| Motor sports   | Radio-controlled aerobatics   | Christophe Paysant-Le Roux | 1969       | 8  | 2  | 1 | 11   |      |
| Motor sports   | Radio controlled racing       | Masami Hirosaka            | 1970       | 14 | 5  | 6 | 25   |      |
| Motor sports   | Trials riding                 | Antoni Bou                 | 1986       | 16 | 0  | 0 | 16   |      |
| Olympic sports | Equestrian                    | Reiner Klimke              | 1936–1999  | 6  | 0  | 0 | 6    |      |
| Olympic sports | Sailing                       | Vasco Vascotto             | 1969       | 25 | ?  | ? | ?    |      |

| Categoría      | Deporte        | Deportista                       | Nacimiento |    |   |   | Tot. | Ref. |
| -------------- | -------------- | -------------------------------- | ---------- | -- | - | - | ---- | ---- |
| Winter sports  | Figure skating | Irina Rodnina                    | 1949       | 10 | 0 | 0 | 10   |      |
| Olympic sports | Tennis         | Serena Williams                  | 1981       | 2  | 1 | 0 | 3    |      |
| Olympic sports | Tennis         | Tommy Robredo                    | 1982       | 2  | 1 | 0 | 3    |      |
| Olympic sports | Tennis         | James Blake                      | 1979       | 2  | 0 | 0 | 2    |      |
| Olympic sports | Tennis         | Dominik Hrbatý                   | 1978       | 2  | 0 | 0 | 2    |      |
| Olympic sports | Tennis         | Arantxa Sánchez Vicario          | 1971       | 2  | 0 | 0 | 2    |      |
| Olympic sports | Sailing        | Alexandra Rickham & Niki Birrell | 1981 1986  | 5  | 3 | 1 | 9    |      |

## Atletismo
World Athletics
- Campeonato Mundial de Atletismo
- Campeonato Mundial de Atletismo en Pista Cubierta
- Campeonato Mundial de Campo a Través
- Campeonato del Mundo de Marcha Atlética por Equipos; antes Copa del Mundo de Marcha Atlética
- Campeonato Mundial de Media Maratón

## Bádminton
BWF
- Campeonato Mundial de Bádminton
- Sudirman Cup
- Thomas Cup
- Uber Cup

## Baloncesto
FIBA
- Campeonato Mundial de Baloncesto
- Campeonato Mundial de Baloncesto Femenino
- Campeonato Mundial de Clubes de Baloncesto

### Baloncesto 3x3
- Copa Mundial de Baloncesto 3x3; masculino y femenino

## Balonmano
IHF
- Campeonato Mundial de Balonmano Masculino
- Campeonato Mundial de Balonmano Femenino
- Campeonato Mundial de Clubes de Balonmano

### Balonmano de playa
- Campeonato Mundial de Balonmano Playa; masculino y femenino

## Béisbol y softbol
WBSC
- Clásico Mundial de Béisbol
- Copa Mundial Femenina de Béisbol
- Campeonato Mundial de Sóftbol Masculino
- Campeonato Mundial de Sóftbol Femenino

## Ciclismo
UCI
- Campeonato Mundial de Ciclismo en Ruta
- Campeonato Mundial de Ciclismo de Montaña
- Campeonato Mundial de Ciclismo en Pista
- Campeonato Mundial de Ciclocrós

## Deportes de combate
- Campeonato Mundial de Boxeo Aficionado; AIBA
- Campeonato Mundial de Esgrima; FIE
- Campeonato Mundial de Judo
- Campeonato Mundial de Lucha
- Campeonato Mundial de Taekwondo
- Campeonato Mundial de Karate

## Cricket
ICC
- Copa Mundial de Críquet
- Copa Mundial Femenina de Críquet
- Copa Mundial de Críquet T20
- Copa Mundial Femenina de Críquet T20

## Deportes acuáticos
FINA

### Natación
- Campeonato Mundial de Natación
- Campeonato Mundial de Natación en Piscina Corta
- Campeonato Mundial de Natación en Aguas Abiertas

### Waterpolo
- Campeonato Mundial de Waterpolo; masculino y femenino
- Liga Mundial de Waterpolo; masculino y femenino
- Copa Mundial de Waterpolo FINA; masculino y femenino

## Piragüismo y remo
- Campeonato Mundial de Piragüismo de Estilo Libre
- Campeonato Mundial de Piragüismo en Aguas Bravas
- Campeonato Mundial de Piragüismo en Aguas Tranquilas
- Campeonato Mundial de Piragüismo en Eslalon
- Campeonato Mundial de Piragüismo en Kayak de Mar
- Campeonato Mundial de Piragüismo en Maratón
- Campeonato Mundial de Remo

## Surf y Bodyboarding
- Campeonato Mundial de Surf
- Campeonato del Mundo de Bodyboard

## Vela
- Campeonato Mundial de Vela Olímpica
- Campeonato Mundial de 470
- Campeonato Mundial de 49er
- Campeonato Mundial de Finn
- Campeonato Mundial de Láser
- Campeonato Mundial de Laser Radial
- Campeonato Mundial de Match Race Femenino
- Campeonato Mundial de RS:X
- Campeonato Mundial de Star
- Campeonato Mundial de Tornado

## Deportes de nieve e invierno
- Campeonato Mundial de Esquí Alpino
- Campeonato Mundial de Esquí Nórdico
- Campeonato Mundial de Snowboard
- Campeonato Mundial de Patinaje Artístico sobre Hielo
- Campeonato Mundial de Patinaje de Velocidad sobre Hielo
- Campeonato Mundial de Patinaje de Velocidad Individual sobre Hielo
- Campeonato Mundial de Bobsleigh
- Campeonato Mundial de Luge
- Campeonato Mundial de Skeleton

## Equitación
- Campeonato Mundial de Saltos Ecuestres
- Campeonato Mundial de Doma
- Campeonato Mundial de Concurso Completo
- Campeonato Mundial de Raid

## Fútbol
FIFA
- Copa Mundial de Fútbol
- Torneo Olímpico de Fútbol
- Copa Mundial Femenina de Fútbol
- Copa Mundial de Clubes de la FIFA

### Fútbol playa
- Copa Mundial de Fútbol Playa de FIFA

## Fútbol americano
IFAF
- Copa Mundial de Fútbol Americano
- Campeonato del Mundo de Fútbol Flag

## Futsal

#### AMF
- Campeonato Mundial de Futsal de la AMF
- Campeonato Mundial Femenino de Futsal de la AMF
- Campeonato Mundial Sub-20 de Futsal de la AMF
- Campeonato Mundial Sub-17 de Futsal de la AMF
- Campeonato Mundial Sub-15 de Futsal de la AMF
- Campeonato Mundial Sub-13 de Futsal de la AMF
- Campeonato Mundial de Clubes de Fútbol de Salón

#### FIFUSA
- Campeonato Mundial de Futsal de la FIFUSA
- Campeonato Mundial Femenino de Futsal de la FIFUSA
- Campeonato Mundial Sub-20 de Futsal de la FIFUSA
- Campeonato Mundial Sub-18 de Futsal de la FIFUSA
- Campeonato Mundial de Clubes Campeones de Futsal
- Campeonato Mundial Femenino de Clubes

#### FIFA
- Campeonato Mundial de Fútbol Sala
- Copa Mundial femenina de fútbol sala de la FIFA
- Copa Intercontinental de fútbol sala

## Gimnasia
- Campeonato Mundial de Gimnasia Artística
- Campeonato Mundial de Gimnasia Rítmica
- Campeonato Mundial de Trampolín
- Gymnaestrada

## Halterofilia
- Campeonato Mundial de Halterofilia

## Hockey sobre césped
FIH
- Campeonato Mundial de Hockey sobre Hierba; masculino y femenino
- Liga Mundial de Hockey; masculino y femenino

### Hockey bajo techo
- Campeonato Mundial de Hockey bajo techo; masculino y femenino

## Hockey sobre hielo
IIHF
- Campeonato Mundial de Hockey sobre Hielo; masculino y femenino

## Hockey sobre patines
CIRH
- Campeonato mundial de hockey sobre patines masculino
- Campeonato mundial de hockey sobre patines femenino

## Deportes de motor
- Campeonato Mundial de Fórmula 1
- Campeonato Mundial de Fórmula E
- Campeonato Mundial de GT1
- Campeonato Mundial de Motociclismo
- Campeonato Mundial de Motociclismo de Resistencia
- Campeonato Mundial de Trial
- Campeonato Mundial de Rally
- Campeonato Mundial de Superbikes
- Campeonato Mundial de Turismos
- Campeonato Mundial de Vuelo Acrobático
- Campeonato Mundial de Vuelo a Vela

## Rugby
- Copa del Mundo de Rugby
- Copa del Mundo de Rugby 7
- Copa del Mundo de Rugby Femenino
- Serie Mundial de Seven de la IRB
- Nations Cup

## Tenis de mesa
- Campeonato del mundo de Tenis de Mesa

## Voleibol
FIVB
- Campeonato Mundial de Voleibol; masculino y femenino
- Liga Mundial de Voleibol
- Grand Prix

### Voleibol de playa
- Campeonato Mundial de Vóley Playa

## Otros deportes
- Campeonato Mundial de Ajedrez
- Campeonato Mundial de Biatlón
- Campeonato Mundial de Curling
- Campeonato Mundial de Faustball
- Campeonato Mundial de Korfbal
- Campeonato Mundial de Lacrosse
- Campeonatos Mundiales de Pentatlón Moderno
- Campeonato Mundial de Pádel
- Campeonato del Mundo de Patinaje de velocidad sobre patines en línea
- Campeonato Mundial de Pelota Vasca
- Campeonato Mundial de Polo
- Campeonato Mundial de Tiro
- Campeonato Mundial de Triatlón